# Станиця (зупинний пункт)
Стани́ця — залізничний пасажирський зупинний пункт Харківської дирекції Південної залізниці.
Розташований між селами Печіївка, Білоусівка та Караван, Нововодолазький район, Харківської області на лінії Мерефа — Красноград між станціями Кварцовий (10 км) та Власівка (5 км).
Станом на травень 2019 року щодоби дев'ять пар приміських електропоїздів здійснюють перевезення за маршрутом Харків-Пасажирський — Красноград.